# جيمس دبليو كريستي
جيمس دبليو كريستي (بالإنجليزية: James W. Christy )‏ (و. 1938 – م) هو عالم فلك من الولايات المتحدة الأمريكية . ولد في ريتشموند .